# 高橋秀臣

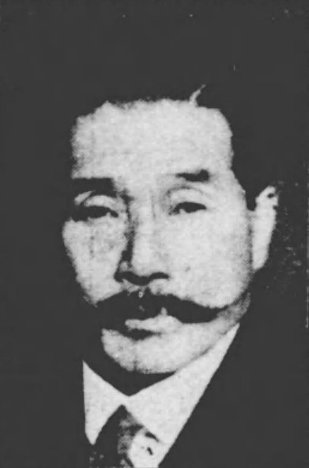
高橋秀臣

高橋 秀臣（たかはし ひでおみ、1864年5月31日（元治元年4月26日） - 1935年（昭和10年）11月14日）は、衆議院議員（立憲民政党）、ジャーナリスト。

## 経歴
西条藩士高橋村三郎の長男として、伊予国新居郡西条（現在の愛媛県西条市）に生まれた。明治法律学校（現在の明治大学）で法学・政治学を学んだ。卒業後、伊予市之川鉱山会社取締役を経て、「進歩党党報」記者、「憲政党党報」記者、北陸タイムス社社長兼主筆を歴任した。
神田区会議員、東京市会議員、同参事会員を務めた後、1930年（昭和5年）の第17回衆議院議員総選挙に出馬し、当選した。墓所は多磨霊園(18-1-35)。

## 著書

### 単著
- 『青年団結 急務檄言』文学同志会、1901年2月。NDLJP:783000。
- 『地方歳出並に農家経済の実状と非地租継続論』高橋書院、1902年11月。NDLJP:800044。
- 『鉱毒事件と現行法令論』横塚治三久、1902年11月。NDLJP:847338。
- 『日本の富力』大潮社、1923年1月。NDLJP:958659。

### 共著
- 高橋秀臣、五十嵐栄吉『国勢調査 日本帝国之富力』保険銀行新報社、1906年12月。NDLJP:799504。